# 范钦
范欽（1506年10月5日—1585年10月20日），字堯卿，一字安卿，號東明，浙江鄞县莫家漕（今宁波市）人，祖籍京西路鄧城（今湖北襄陽）。明朝政治人物、藏书家、學者。嘉靖年間，范欽以進士出身入仕，宦遊各地三十餘年，官至兵部右侍郎。范欽酷愛藏書，晚年在鄉里建立浙東第一的藏書樓——天一閣，至今尚存。

## 生平
范欽自幼刻苦攻讀，嘉靖七年（1528年）戊子科浙江鄉試舉人，嘉靖十一年（1532年）中式壬辰科二甲進士，任湖廣隨州知州。升任工部員外郎。當時正值朝廷在京師大興土木，武定侯郭勛督建工程，氣焰囂張。范欽因忤逆郭勛，被廷杖下獄。後出任袁州府知府，升湖廣按察使司副使，備兵九江。九江盜賊繁多，范欽下令衛所各率所屬兵士，分別駐紮水陸兩處，互相策應，盜賊潰散。陞任廣西布政使司參政轉福建按察使，升雲南右布政使、陝西左布政使。丁憂歸里。守喪結束重新起用，補河南布政使，陞副都御史，巡撫南贛汀漳諸郡，剿滅劇寇李文彪、馮天爵，於嘉靖三十九年（1560年），八月陞任兵部右侍郎。當時严嵩当权，同年十月即被南京御史王宗徐等劾奏“黩货纵贼，贻患地方”，“回藉听勘”，范欽見國政日非，遂辭歸鄉里。
范欽友愛諸弟，致仕歸鄉後，興建祖祠，對親族多有照顧。其生性愛書，每到一處，即刻意蒐集當地的各種刻本，無法購買，就僱人抄錄，并興建天一閣，將書籍分門別類收藏。當時同鄉张时彻、屠大山均家居，范欽與二人多有唱和，人稱“東海三司馬”。

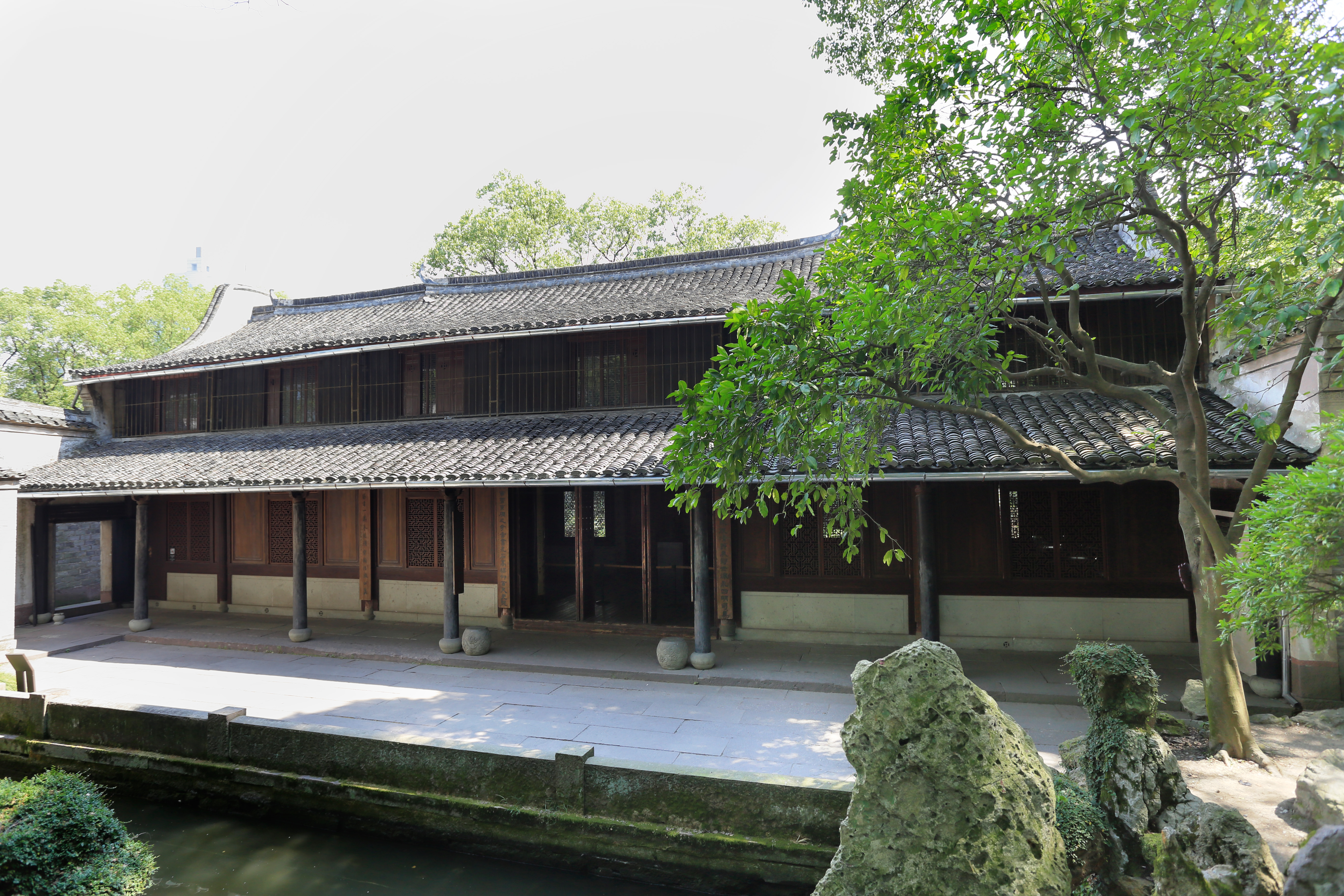
寧波天一閣

## 天一閣
嘉靖四十年（1561年）范钦“于其宅东月湖深处，构楼六间以为藏书之所”，建立了私人藏书楼，並以《易经》中“天一生水，地六成之”之意，取名天一阁，有藏书七万多卷。范钦临终时，把家产分为两份。一份是白银万两，一份是天一阁及数万卷藏书。後由长子范大冲继承了天一阁，並遵守“代不分书，书不出阁”的祖訓。黄宗羲曾登上此樓，寫有《天一阁藏书记》一文。史学家全祖望也登過此樓。天一阁是现存中国最早的私人藏书楼。

## 家族
曾祖父范晁、祖父范訢，訓導、父范璧。母王氏。兄范鏞，弟范鈞、范鏜、范鎬、范鉅、范鏓、范銑。
有子范大沖、范大潛。

## 著作

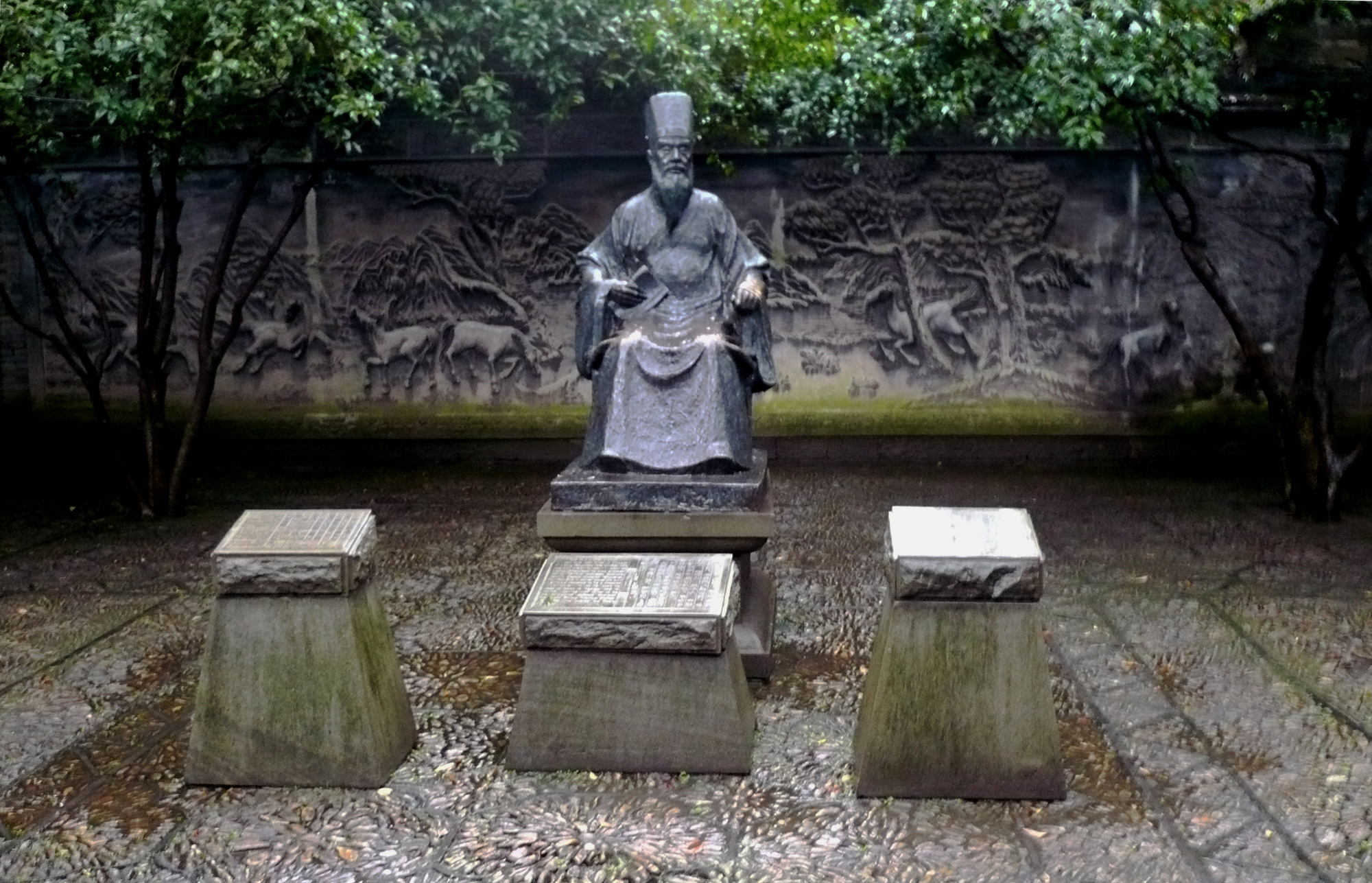
范钦塑像

- 《四明范氏书目》
- 《烟霞小说》
- 《抚掌录》
- 《奏议》
- 《草朝遗忠录》
- 《明文臣爵谥》
- 《古今谚》

## 延伸閱讀
[在维基数据编辑]
 《四明人鑑·明兵部右侍郎范公欽》，出自《四明人鑑》
 在维基共享资源阅览影像

## 外部連結
- 知人论世话范钦——兼论范钦的藏书思想和学术造诣  天一阁博物馆
- 范钦 中國鄞州

| 官衔          | 官衔                                                       | 官衔        |
| ------------- | ---------------------------------------------------------- | ----------- |
| 前任： 錢煥   | 江西袁州府知府 嘉靖十九年－嘉靖二十三年 （1540年－1544年） | 繼任： 徐禎 |
| 前任： 杨本仁 | 九江兵备道                                                 | 繼任： 马森 |